# Attack of the Giant Leeches
Attack of the Giant Leeches este un film SF american din 1959 regizat de Bernard Kowalski. În rolurile principale joacă actorii Jan Shepard, Gene Roth, Yvette Vickers.

## Complot
Filmul se desfășoară în Everglades din Florida, unde o pereche de lipitori gigantice și inteligente încep să se hrănească cu turiștii locali și mai târziu se răspândește un gardian de joc care decide să omoare lipitorile înainte de a mânca toți turiștii.

## Actori
- Ken Clark în rolul lui Steve Benton
- Yvette Vickers în rolul Liz Walker
- Jan Shepard în rolul lui Nan Greyson
- Michael Emmet în rolul lui Cal Moulton
- Tyler McVey în rolul lui Doc Greyson
- Bruno VeSota în rolul lui Dave Walker
- Gene Roth în rolul șerifului Kovis
- Dan White ca Porky Reed
- George Cisar în rolul lui Lem Sawyer
- Joseph Hamilton în rolul bătrânului Sam Peters
- Walter Kelley în rolul lui Mike
- Guy Buccola ca lipitor gigant
- Ross Sturlin în rolul lipitorului gigant